# Sten Ljungqvist
Sten Nils-Erik Ljungqvist, född 12 augusti 1918 i Stockholm, död 31 juli 1995, var en svensk militär (överste 1. graden).

## Biografi
Ljungqvist avlade studentexamen 1937. Han genomförde juridiska studier vid Stockholms högskola 1938–1940 och avlade officersexamen 1940. Ljungqvist blev fänrik vid Svea livgarde (I 1) 1940, löjtnant 1942, kapten 1948 och studerade vid Krigshögskolan 1948–1950. Han blev kapten vid generalstabskåren 1954, major i generalstabskåren 1958 och tjänstgjorde vid Älvsborgs regemente (I 15) från 1959. Ljungqvist studerade vid Försvarshögskolan 1961, var chef för FN-avdelningen vid arméstaben 1961–1966, blev överstelöjtnant vid arméstaben 1962 och överste vid Älvsborgs regemente (I 15) 1966. Ljungqvist var överste och sekundchef vid Svea livgarde 1966–1972, inspektör för infanteriet och kavalleriet 1972–1978, gick Försvarshögskolans chefskurs 1975, åren 1970–1976 var han även chef för Östra arméfördelningen. Han var expert vid Cemus 1984-1988 samt var konsult vid arméstaben och försvarsstaben 1978–1988.
Ljungqvist var ledamot i 1955 års militärmusikutredning 1955–1956, expert vid organisationsnämnden för militärmusiken 1956–1958, militära arbetstidskommittén 1958–1959 och ledamot och ordförande i nordiska arbetsgruppen för FN-frågor 1961–1966.
Han var medlem av Timmermansorden, Svea Orden, Innocenceorden, Amarantorden och Hvita Korset. Ljungqvist var ordförande i Svenska officersförbundet 1965-1974, Militärsällskapet i Stockholm 1969–1976, Nya elementarskolans kamratförening 1970–1979, Sveagardesföreningen 1974–1987, Armémusei vänner från 1976, arméns understödsnämnd från 1965, Storm Hvita korset från 1980 och Innocenceorden från 1981. Ljungqvist var styrelseledamot i Statens hundskola 1972–1980, styrelseordförande i Försvarsfrämjandet 1982–1992 samt i De Femton från 1992 med flera. Han skrev även artiklar i militära tidskrifter.
Sten Ljungqvist var son till ingenjören Martin Ljungqvist och Elisabet Mohlin. Han gifte sig 1944 med Gunilla Wickman (1923–2009), dotter till ryttmästaren Åke Wickman och Elsa Lagrelius. De var föräldrar till Gunilla (född 1945) och Richard (född 1947). Ljungqvist är gravsatt på Djursholms begravningsplats.

## Utmärkelser
- Riddare av Svärdsorden.[1]
- Kommendör av första klass av Svärdsorden, 6 juni 1973.[4]
- Älvsborgs skytteförbunds silvermedalj.[1]
- Arméns skyttemedalj.[1]